# Presidenti del Guatemala
I presidenti del Guatemala dal 1839 ad oggi sono i seguenti.

## Lista

### Periodo 1839-1996
| Presidente                                        | Presidente | Presidente                               | Partito                                          | Inizio            | Fine              |
| ------------------------------------------------- | ---------- | ---------------------------------------- | ------------------------------------------------ | ----------------- | ----------------- |
|                                                   |            | Mariano Rivera Paz                       | Partito Liberale                                 | 3 dicembre 1839   | 25 febbraio 1842  |
|                                                   |            | José Venancio López Requena (ad interim) | Partito Liberale                                 | 14 dicembre 1841  | 14 maggio 1842    |
|                                                   |            | Mariano Rivera Paz                       | Partito Liberale                                 | 14 maggio 1842    | 14 dicembre 1844  |
|                                                   |            | José Rafael Carrera Turcios              | Partito Conservatore                             | 14 dicembre 1844  | 16 agosto 1848    |
|                                                   |            | Juan Antonio Martínez (ad interim)       | Partito Conservatore                             | 16 agosto 1848    | 28 novembre 1848  |
|                                                   |            | José Bernardo Escobar (ad interim)       | Partito Conservatore                             | 28 novembre 1848  | 3 gennaio 1849    |
|                                                   |            | Mariano Paredes (ad interim)             | Indipendente                                     | 3 gennaio 1849    | 6 novembre 1851   |
|                                                   |            | José Rafael Carrera Turcios              | Partito Conservatore                             | 6 novembre 1851   | 14 aprile 1865    |
|                                                   |            | Pedro de Aycinena y Piñol                | Partito Conservatore                             | 14 aprile 1865    | 24 maggio 1865    |
|                                                   |            | Vicente Cerna Sandoval                   | Partito Conservatore                             | 24 maggio 1865    | 29 giugno, 1871   |
|                                                   |            | Miguel García Granados Zavala            | Partito Liberale                                 | 29 giugno 1871    | 4 giugno 1873     |
|                                                   |            | Justo Rufino Barrios Auyón               | Partito Liberale                                 | 4 giugno 1873     | 2 aprile 1885     |
|                                                   |            | Alejandro M. Sinibaldi                   | Partito Liberale                                 | 2 aprile 1885     | 5 aprile 1885     |
|                                                   |            | Manuel Lisandro Barillas Bercián         | Partito Liberale                                 | 6 aprile 1885     | 15 marzo 1892     |
|                                                   |            | José María Reina Barrios                 | Partito Liberale                                 | 15 marzo 1892     | 8 febbraio 1898   |
|                                                   |            | Manuel José Estrada Cabrera              | Partito Liberale                                 | 8 febbraio 1898   | 15 aprile 1920    |
|                                                   |            | Carlos Herrera y Luna                    | Partito Unionista                                | 15 aprile 1920    | 10 dicembre 1921  |
|                                                   |            | José María Orellana Pinto                | Partito Liberale                                 | 10 dicembre 1921  | 26 settembre 1926 |
|                                                   |            | Lázaro Chacón González                   | Partito Unionista                                | 26 settembre 1926 | 2 gennaio 1931    |
|                                                   |            | José María Reina Andrade                 | Partito Liberale                                 | 2 gennaio 1931    | 14 febbraio 1931  |
|                                                   |            | Jorge Ubico y Castañeda                  | Partito Liberale                                 | 14 febbraio 1931  | 4 luglio 1944     |
|                                                   |            | Juan Federico Ponce Vaides               | Partito Liberale                                 | 4 luglio 1944     | 20 ottobre 1944   |
| Giunta militare (20 ottobre 1944 - 15 marzo 1945) |            |                                          |                                                  |                   |                   |
|                                                   |            | Juan José Arévalo Bermejo                | Partito Azione Rivoluzionaria                    | 15 marzo 1945     | 15 marzo 1951     |
|                                                   |            | Jacobo Arbenz Guzmán                     | Partito Azione Rivoluzionaria                    | 15 marzo 1951     | 27 giugno 1954    |
|                                                   |            | Carlos Enrique Díaz de León              | Militare                                         | 27 giugno 1954    | 28 giugno 1954    |
|                                                   |            | Carlos Castillo Armas                    | Militare                                         | 8 luglio 1954     | 26 luglio 1957    |
| Giunta militare (29 giugno - 8 luglio 1954)       |            |                                          |                                                  |                   |                   |
|                                                   |            | Luis Arturo González López               | Militare                                         | 27 luglio 1957    | 24 ottobre 1957   |
| Giunta militare (24 - 26 ottobre 1957)            |            |                                          |                                                  |                   |                   |
|                                                   |            | Guillermo Flores Avendaño                | Militare                                         | 27 ottobre 1957   | 2 marzo 1958      |
|                                                   |            | José Miguel Ramón Ydígoras Fuentes       | Partito di Riconciliazione Democratica Nazionale | 2 marzo 1958      | 31 marzo 1963     |
|                                                   |            | Alfredo Enrique Peralta Azurdia          | Partito Istituzionale Democratico                | 31 marzo 1963     | 1º luglio 1966    |
|                                                   |            | Julio César Méndez Montenegro            | Partito Rivoluzionario                           | 1º luglio 1966    | 1º luglio 1970    |
|                                                   |            | Carlos Manuel Arana Osorio               | Movimento di Liberazione Nazionale               | 1º luglio 1970    | 1º luglio 1974    |
|                                                   |            | Kjell Eugenio Laugerud García            | Partito Istituzionale Democratico                | 1º luglio 1974    | 1º luglio 1978    |
|                                                   |            | Fernando Romeo Lucas García              | Partito Istituzionale Democratico                | 1º luglio 1978    | 23 marzo 1982     |
|                                                   |            | José Efraín Ríos Montt                   | Militare                                         | 23 marzo 1982     | 8 agosto 1983     |
|                                                   |            | Óscar Humberto Mejía Victores            | Militare                                         | 8 agosto 1983     | 14 gennaio 1986   |
|                                                   |            | Marco Vinicio Cerezo Arévalo             | Democrazia Cristiana Guatemalteca                | 14 gennaio 1986   | 14 gennaio 1991   |
|                                                   |            | Jorge Antonio Serrano Elías              | Movimento Azione Solidarietà                     | 14 gennaio 1991   | 31 maggio 1993    |
|                                                   |            | Gustavo Adolfo Espina Salguero           | Movimento Azione Solidarietà                     | 1º giugno 1993    | 5 giugno 1993     |
|                                                   |            | Ramiro de León Carpio                    | Indipendente                                     | 6 giugno 1993     | 14 gennaio 1996   |

### Dal 1996
| Presidente | Presidente | Presidente                       | Partito                                                     | Elezione   | Inizio           | Fine             |
| ---------- | ---------- | -------------------------------- | ----------------------------------------------------------- | ---------- | ---------------- | ---------------- |
|            |            | Álvaro Enrique Arzú Irigoyen     | Partito dell'Avanzata Nazionale/ Partito Unionista          | 1995       | 14 gennaio 1996  | 14 gennaio 2000  |
|            |            | Alfonso Antonio Portillo Cabrera | Fronte Repubblicano Guatemalteco                            | 1999       | 14 gennaio 2000  | 14 gennaio 2004  |
|            |            | Óscar Berger Perdomo             | Partito di Solidarietà Nazionale/ Grande Alleanza Nazionale | 2003       | 14 gennaio 2004  | 14 gennaio 2008  |
|            |            | Álvaro Colom Caballeros          | Unità Nazionale della Speranza                              | 2007       | 14 gennaio 2008  | 14 gennaio 2012  |
|            |            | Otto Pérez Molina                | Partito Patriota/ Grande Alleanza Nazionale                 | 2011       | 14 gennaio 2012  | 3 settembre 2015 |
|            |            | Alejandro Maldonado Aguirre      | Indipendente                                                | Ad interim | 3 settembre 2015 | 14 gennaio 2016  |
|            |            | Jimmy Morales                    | Fronte di Convergenza Nazionale                             | 2015       | 14 gennaio 2016  | 14 gennaio 2020  |
|            |            | Alejandro Giammattei             | Vamos                                                       | 2019       | 14 gennaio 2020  | 14 gennaio 2024  |
|            |            | Bernardo Arévalo                 | Semilla                                                     | 2023       | 14 gennaio 2024  | in carica        |